# Pleurs
Pleurs település Franciaországban, Marne megyében. Lakosainak száma 826 fő (2022. január 1.). Pleurs Linthes, Angluzelles-et-Courcelles, Connantre, Gaye, Linthelles, Marigny és Ognes községekkel határos.

## Népesség
A település népességének változása:
| Lakosok száma | 590  | 699  | 713  | 763  | 901  | 885  | 856  | 836  | 828  | 826  |
|               | 1968 | 1982 | 1990 | 2006 | 2013 | 2015 | 2017 | 2019 | 2020 | 2022 |